# Heike Roock
Heike Roock (* 19. Juni 1958 in Bartmannshagen) ist eine ehemalige deutsche Mittelstreckenläuferin, die sich auf die 800-Meter-Distanz spezialisiert hatte und für die DDR startete.
1978 wurde sie hinter Ulrike Bruns DDR-Vizemeisterin in der Halle und Fünfte bei den Leichtathletik-Halleneuropameisterschaften in Mailand. Heike Roock startete für den SC Empor Rostock.

## Persönliche Bestzeiten
- 400 m: 54,03 s, 15. Juni 1977, Berlin
- 800 m: 1:59,83 min, 14. Juni 1978, Berlin
  - Halle: 2:00,6 min, 22. Februar 1978, Cottbus
- 1000 m: 2:37,6 min, 21. Juli 1977, Potsdam